# Callipo Sport 2008-2009
Questa voce raccoglie le informazioni riguardanti la Callipo Sport nelle competizioni ufficiali della stagione 2008-2009.

## Stagione
La stagione 2008-09 è per la Callipo Sport, sponsorizzata dal Tonno Callipo, la quarta in Serie A1, dopo essere stata promossa dalla Serie A2 2007-08, grazie al primo posto al termine della regular season; in panchina viene chiamato Flavio Gulinelli, sostituito poi a metà annata da Jon Uriarte (durante il cambio di allenatore la squadra è stata diretta dal vice Giovanni Torchio), mentre la rosa è stata rafforzata con l'arrivo di Vencislav Simeonov, Paolo Cozzi, Luis Díaz, Tuomas Sammelvuo e Konstantin Shumov, a cui si sono affiancati alcuni artefici della promozione come Elvis Contreras, Rocco Barone e Raphael de Oliveira.
Il campionato si apre con la sconfitta contro il Piemonte Volley, seguita dalla prima vittoria, in trasferta, contro la Pallavolo Piacenza: segue quindi una serie di quattro stop consecutivi, prima di un nuovo successo contro la Sisley Volley; il termine del girone di andata è caratterizzato da quattro vittorie di fila, che portano la squadra all'ottavo posto in classifica, qualificandola anche per la Coppa Italia. Il girone di ritorno segue l'andamento di quello di andata, con la prima fase caratterizzata da un maggior numero di sconfitte, seguito poi dall'ultima parte chiusa con sette successi consecutivi: la regular season porta la Callipo Sport al settimo posto in classifica e l'accesso ai play-off scudetto. Nei quarti di finale la sfida è contro la Trentino Volley: la formazione di Trento vince le tre gare utili per passare il turno, incontrando tuttavia diverse difficoltà sia in gara 1 sia in gara 3, con le sfide terminate al tie-break.
L'ottavo posto conquistato al termine del girone di andata della Serie A1 2008-09 è l'ultimo disponibile per accedere alla Coppa Italia: tuttavia la partecipazione nel torneo i chiude con i quarti di finale, quando la Callipo Sport viene eliminata dall'Associazione Sportiva Volley Lube, vittoriosa per 3-0.

## Organigramma societario
Area direttiva
- Presidente: Filippo Callipo
- Vicepresidente: Giacinto Callipo
- Segreteria generale: Carmen Maduli
- Amministrazione: Tino Cascia
- Supervisore generale: Michele Ferraro
- Segreteria esecutiva: Gianluca Vasapollo

Area organizzativa
- Team manager: Giuseppe Defina
- Direttore sportivo: Francesco Prestinenzi
- Addetto agli arbitri: Daniele Vivona
- Consulente fiscale: Domenico Borello
- Coordinatore staff: Giacomo Caridà
- Responsabile palasport: Ivan Ieracitano
- Assistente spirituale: Enzo Varone

Area tecnica
- Allenatore: Flavio Gulinelli (fino al 3 febbraio 2009), Giovanni Torchio (dall'8 al 12 febbraio 2009), Jon Uriarte (dal 13 febbraio 2009)
- Allenatore in seconda: Giovanni Torchio (fino al 7 febbraio 2009), Claudio Torchia (dall'8 al 12 febbraio 2009), Giovanni Torchio (dal 13 febbraio 2009)
- Scout man: Pasquale Piraino, Antonio Valentini
- Responsabile settore giovanile: Claudio Torchia

Area comunicazione
- Ufficio stampa: Carmen Maduli
- Speaker: Rino Putrino

Area marketing
- Ufficio marketing: Cinzia Ieracitano, Anna Chirico
- Logistica: Franco Nesci

Area sanitaria
- Medico: Giuseppe Topa
- Preparatore atletico: Walter Rizzo (fino al 30 gennaio 2009)
- Assistente preparatore atletico: Francesco Spano
- Fisioterapista: Michele Cespites, Filippo Fudili

## Rosa
| N° | Nome                | Ruolo | Data di nascita  | Nazionalità sportiva |
| -- | ------------------- | ----- | ---------------- | -------------------- |
| 1  | Mads Ditlevsen      | O     | 13 giugno 1984   | Danimarca            |
| 3  | Elvis Contreras     | S     | 16 maggio 1984   | Rep. Dominicana      |
| 5  | Paolo Cozzi         | C     | 26 maggio 1980   | Italia               |
| 6  | Tuomas Sammelvuo    | S     | 16 febbraio 1976 | Finlandia            |
| 7  | Raphael de Oliveira | P     | 14 giugno 1979   | Brasile              |
| 8  | Antonio Ferraro     | L     | 13 gennaio 1973  | Italia               |
| 10 | Luis Díaz           | S     | 20 agosto 1983   | Venezuela            |
| 11 | Vencislav Simeonov  | O     | 3 febbraio 1977  | Italia               |
| 13 | Peter Diviš         | S     | 4 agosto 1978    | Slovacchia           |
| 14 | Rocco Barone        | C     | 14 dicembre 1987 | Italia               |
| 15 | Konstantin Shumov   | C     | 15 febbraio 1985 | Finlandia            |
| 16 | Theodoros Bozidis   | P     | 8 aprile 1973    | Grecia               |
| 18 | Fosco Cicola        | L     | 2 luglio 1974    | Italia               |

## Mercato
| Acquisti | Acquisti           | Acquisti        | Acquisti   |
| R.       | Nome               | da              | Modalità   |
| -------- | ------------------ | --------------- | ---------- |
| C        | Paolo Cozzi        | Piacenza        | definitivo |
| S        | Luis Díaz          | Sempre Padova   | definitivo |
| S        | Peter Diviš        | Pineto          | definitivo |
| O        | Mads Ditlevsen     | Bayer Wuppertal | definitivo |
| S        | Tuomas Sammelvuo   | Dinamo-Jantar   | definitivo |
| C        | Konstantin Shumov  | Taranto         | definitivo |
| O        | Vencislav Simeonov | Piacenza        | definitivo |

| Cessioni | Cessioni          | Cessioni         | Cessioni   |
| R.       | Nome              | a                | Modalità   |
| -------- | ----------------- | ---------------- | ---------- |
| S        | Rafael Fantin     | Pineto           | definitivo |
| S        | Paride Foschi     | Argos            | definitivo |
| C        | Vito Insalata     | Piacenza         | definitivo |
| C        | Vito Iurlaro      | -                | ritirato   |
| S        | Lucio Oro         | M. Roma          | definitivo |
| C        | Giovanni Polidori | Gioia del Volley | definitivo |
| S        | Luca Sirri        | Robur Ravenna    | definitivo |

## Risultati

### Serie A1

#### Girone di andata
| 1ª giornata - 28 settembre 2008 PalaValentia, Vibo Valentia      | Callipo  | 0 - 3 | Piemonte         | 17-25, 21-25, 16-25               |
| 2ª giornata - 5 ottobre 2008 PalaBanca, Piacenza                 | Piacenza | 2 - 3 | Callipo          | 23-25, 29-27, 23-25, 25-19, 13-15 |
| 3ª giornata - 12 ottobre 2008 PalaValentia, Vibo Valentia        | Callipo  | 0 - 3 | Lube             | 23-25, 19-25, 21-25               |
| 4ª giornata - 19 ottobre 2008 PalaValentia, Vibo Valentia        | Callipo  | 1 - 3 | Trentino         | 27-25, 15-25, 14-25, 21-25        |
| 5ª giornata - 26 ottobre 2008 PalaMaggetti, Roseto degli Abruzzi | Pineto   | 3 - 1 | Callipo          | 21-25, 25-22, 25-22, 25-18        |
| 6ª giornata - 1º novembre 2008 PalaValentia, Vibo Valentia       | Callipo  | 1 - 3 | Perugia          | 22-25, 25-21, 21-25, 21-25        |
| 7ª giornata - 9 novembre 2008 PalaVerde, Villorba                | Treviso  | 1 - 3 | Callipo          | 23-25, 29-27, 20-25, 30-32        |
| 8ª giornata - 16 novembre 2008 PalaValentia, Vibo Valentia       | Callipo  | 3 - 0 | Prisma Taranto   | 25-23, 25-20, 25-22               |
| 9ª giornata - 23 novembre 2008 PalaPanini, Modena                | Modena   | 3 - 1 | Callipo          | 19-25, 27-25, 25-19, 25-21        |
| 10ª giornata - 30 novembre 2008 PalaValentia, Vibo Valentia      | Callipo  | 3 - 2 | BluVolley Verona | 25-18, 19-25, 23-25, 25-20, 15-9  |
| 11ª giornata - 8 dicembre 2008 PalaCredito di Romagna, Forlì     | Forlì    | 0 - 3 | Callipo          | 15-25, 20-25, 20-25               |
| 12ª giornata - 14 dicembre 2008 PalaValentia, Vibo Valentia      | Callipo  | 3 - 2 | Sempre Padova    | 29-27, 15-25, 26-24, 23-25, 15-11 |
| 13ª giornata - 21 dicembre 2008 PalaGeorge, Montichiari          | Gabeca   | 1 - 3 | Callipo          | 26-28, 23-25, 25-16, 20-25        |

#### Girone di ritorno
| 14ª giornata - 28 dicembre 2008 PalaBreBanca, Cuneo         | Piemonte         | 3 - 0 | Callipo  | 25-17, 25-19, 25-20               |
| 15ª giornata - 3 gennaio 2009 PalaValentia, Vibo Valentia   | Callipo          | 1 - 3 | Piacenza | 26-28, 19-25, 25-23, 22-25        |
| 16ª giornata - 6 gennaio 2009 PalaFontescodella, Macerata   | Lube             | 3 - 1 | Callipo  | 25-16, 23-25, 25-20, 26-24        |
| 17ª giornata - 11 gennaio 2009 PalaTrento, Trento           | Trentino         | 3 - 0 | Callipo  | 25-22, 25-21, 25-18               |
| 18ª giornata - 19 gennaio 2009 PalaValentia, Vibo Valentia  | Callipo          | 3 - 2 | Pineto   | 25-20, 25-20, 16-25, 23-25, 15-12 |
| 19ª giornata - 26 gennaio 2009 PalaEvangelisti, Perugia     | Perugia          | 3 - 0 | Callipo  | 25-19, 25-19, 25-22               |
| 20ª giornata - 8 febbraio 2009 PalaValentia, Vibo Valentia  | Callipo          | 2 - 3 | Treviso  | 25-27, 25-21, 25-23, 19-25, 10-15 |
| 21ª giornata - 16 febbraio 2009 PalaWojtyla, Martina Franca | Prisma Taranto   | 0 - 3 | Callipo  | 21-25, 23-25, 13-25               |
| 22ª giornata - 22 febbraio 2009 PalaValentia, Vibo Valentia | Callipo          | 3 - 0 | Modena   | 25-23, 25-19, 25-20               |
| 23ª giornata - 1º marzo 2009 PalaOlimpia, Verona            | BluVolley Verona | 0 - 3 | Callipo  | 22-25, 20-25, 15-25               |
| 24ª giornata - 8 marzo 2009 PalaValentia, Vibo Valentia     | Callipo          | 3 - 0 | Forlì    | 30-28, 25-18, 25-19               |
| 25ª giornata - 15 marzo 2009 PalaFabris, Padova             | Sempre Padova    | 0 - 3 | Callipo  | 22-25, 15-25, 23-25               |
| 26ª giornata - 22 marzo 2009 PalaValentia, Vibo Valentia    | Callipo          | 3 - 0 | Gabeca   | 29-27, 25-17, 25-22               |

#### Play-off scudetto
| Quarti di finale (gara 1) - 26 marzo 2009 PalaTrento, Trento          | Trentino | 3 - 2 | Callipo  | 22-25, 25-19, 23-25, 25-17, 19-17 |
| Quarti di finale (gara 2) - 29 marzo 2009 PalaValentia, Vibo Valentia | Callipo  | 0 - 3 | Trentino | 22-25, 23-25, 19-25               |
| Quarti di finale (gara 3) - 9 aprile 2009 PalaTrento, Trento          | Trentino | 3 - 2 | Callipo  | 26-28, 25-14, 21-25, 25-23, 17-15 |

### Coppa Italia

#### Fase a eliminazione diretta
| Quarti di finale - 28 gennaio 2009 PalaBassano, Bassano del Grappa | Lube | 3 - 0 | Callipo | 25-18, 25-18, 25-17 |

## Statistiche

### Statistiche di squadra
| Competizione | Punti | In casa | In casa | In casa | In trasferta | In trasferta | In trasferta | Totale | Totale | Totale |
| Competizione | Punti | G       | V       | P       | G            | V            | P            | G      | V      | P      |
| ------------ | ----- | ------- | ------- | ------- | ------------ | ------------ | ------------ | ------ | ------ | ------ |
| Serie A1     | 39    | 14      | 7       | 7       | 15           | 7            | 8            | 29     | 14     | 15     |
| Coppa Italia | -     | -       | -       | -       | -            | -            | -            | 1      | 0      | 1      |
| Totale       | -     | 14      | 7       | 7       | 15           | 7            | 8            | 30     | 14     | 16     |

G = partite giocate; V = partite vinte; P = partite perse

### Statistiche dei giocatori
| Giocatore      | Serie A1 | Serie A1 | Serie A1 | Serie A1 | Serie A1 | Coppa Italia | Coppa Italia | Coppa Italia | Coppa Italia | Coppa Italia | Totale | Totale | Totale | Totale | Totale |
| Giocatore      | P        | PT       | AV       | MV       | BV       | P            | PT           | AV           | MV           | BV           | P      | PT     | AV     | MV     | BV     |
| -------------- | -------- | -------- | -------- | -------- | -------- | ------------ | ------------ | ------------ | ------------ | ------------ | ------ | ------ | ------ | ------ | ------ |
| R. Barone      | 18       | 88       | 65       | 21       | 2        | 1            | 1            | 1            | 0            | 0            | 19     | 89     | 66     | 21     | 2      |
| T. Bozidis     | 19       | 2        | 2        | 0        | 0        | 1            | 0            | 0            | 0            | 0            | 20     | 2      | 2      | 0      | 0      |
| F. Cicola      | 28       | -        | -        | -        | -        | 1            | -            | -            | -            | -            | 29     | -      | -      | -      | -      |
| E. Contreras   | 28       | 310      | 268      | 17       | 25       | 1            | 3            | 3            | 0            | 0            | 29     | 313    | 271    | 17     | 25     |
| P. Cozzi       | 29       | 234      | 169      | 59       | 6        | 1            | 4            | 4            | 0            | 0            | 30     | 238    | 173    | 59     | 6      |
| L. Díaz        | 28       | 390      | 327      | 35       | 28       | 1            | 8            | 8            | 0            | 0            | 29     | 398    | 335    | 35     | 28     |
| M. Ditlevsen   | 6        | 5        | 4        | 0        | 1        | 0            | 0            | 0            | 0            | 0            | 6      | 5      | 4      | 0      | 1      |
| P. Diviš       | 8        | 12       | 12       | 0        | 0        | 1            | 8            | 7            | 0            | 1            | 9      | 20     | 19     | 0      | 1      |
| A. Ferraro     | 12       | 1        | 1        | -        | -        | 0            | -            | -            | -            | -            | 12     | 1      | 1      | -      | -      |
| T. Sammelvuo   | 22       | 148      | 124      | 18       | 6        | 1            | 2            | 2            | 0            | 0            | 23     | 150    | 126    | 18     | 6      |
| K. Shumov      | 22       | 141      | 85       | 48       | 8        | 1            | 6            | 5            | 1            | 0            | 23     | 147    | 90     | 49     | 8      |
| V. Simeonov    | 24       | 400      | 350      | 23       | 27       | 1            | 3            | 3            | 0            | 0            | 25     | 403    | 353    | 23     | 27     |
| R. de Oliveira | 29       | 65       | 28       | 26       | 11       | 1            | 0            | 0            | 0            | 0            | 30     | 65     | 28     | 26     | 11     |

P = presenze; PT = punti totali; AV = attacchi vincenti; MV = muri vincenti; BV = battute vincenti